# Geissomeria
Geissomeria es un género de plantas con flores perteneciente a la familia Acanthaceae. El género tiene 19 especies de hierbas distribuidos por México, Centroamérica y Sudamérica tropical.

## Taxonomía
El género fue descrito por John Lindley y publicado en Botanical Register; consisting of coloured . . . 13: , t. 1045. 1827. La especie tipo es: Geissomeria longiflora Lindl. 

## Especies seleccionadas
- Geissomeria bracteosa
- Geissomeria centrifolia
- Geissomeria ciliata
- Geissomeria cincinnata
- Geissomeria coccinea